# Joan Iglesias
Músic de flauta, clarinet i fagot, obtingué el benefici de la basílica de Santa Maria de Castelló d'Empúries durant el 1833.